# Josef Vitus Becher

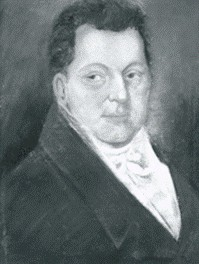
Josef Vitus Becher

Josephus (Josef) Vitus Becher (* 17. September 1769 in Karlsbad, Böhmen; † 27. Juli 1840 ebenda) war ein böhmischer Kaufmann, Apotheker und Erstproduzent des „Karlsbader Becherbitter“, seit 1945 auch Becherovka genannt und vom auf seinen Sohn zurückgehenden Unternehmen Jan Becher produziert.

## Herkunft
Die Familie der Becher war seit dem Jahr 1530 in Karlsbad, damals ein Grundbesitz der Burg Elbogen in Westböhmen, als Arzneihersteller und Arzneimittelhändler ansässig, deren erfolgreichstes Produkt der „Karlsbader Becherbitter“ war. Zu den bekannten Angehörigen der Familie Becher in Karlsbad gehörten u. a.: Georg Becher (1600–1692) Apotheker, 1634 Ratsherr und Senator, 1638–1672 Bürgermeister der Stadt Karlsbad; David Becher (1725–1792) (Sohn des Kaufmanns Leopold Becher), trennte Mitte des 18. Jahrhunderts aus dem Quellwasser des Karlsbader „Sprudels“ durch Destillation das Handelsprodukt Karlsbader Sprudelsalz und gab 1772 die Schrift „Neue Abhandlungen vom Carlsbade“ in drei Bänden heraus; Andreas Wenzel Becher (1649–1741), Absolvent der Lateinschule in Eger, Magister in Prag, übernahm 1678 die Apotheke „Zum weißen Adler“ und war 1693–1713 Bürgermeister in Karlsbad; Franz Xaver Becher (1765–1873), Großkaufmann und Inhaber eines in Pilsen gegründeten Handelshauses; Siegfried Becher (1806–1873), Nationalökonom und Ministerialrat in Wien und der Politiker Walter Becher (1912–2005), der durch Jahre die Sudetendeutsche Landsmannschaft als Sprecher vertrat.

## Leben

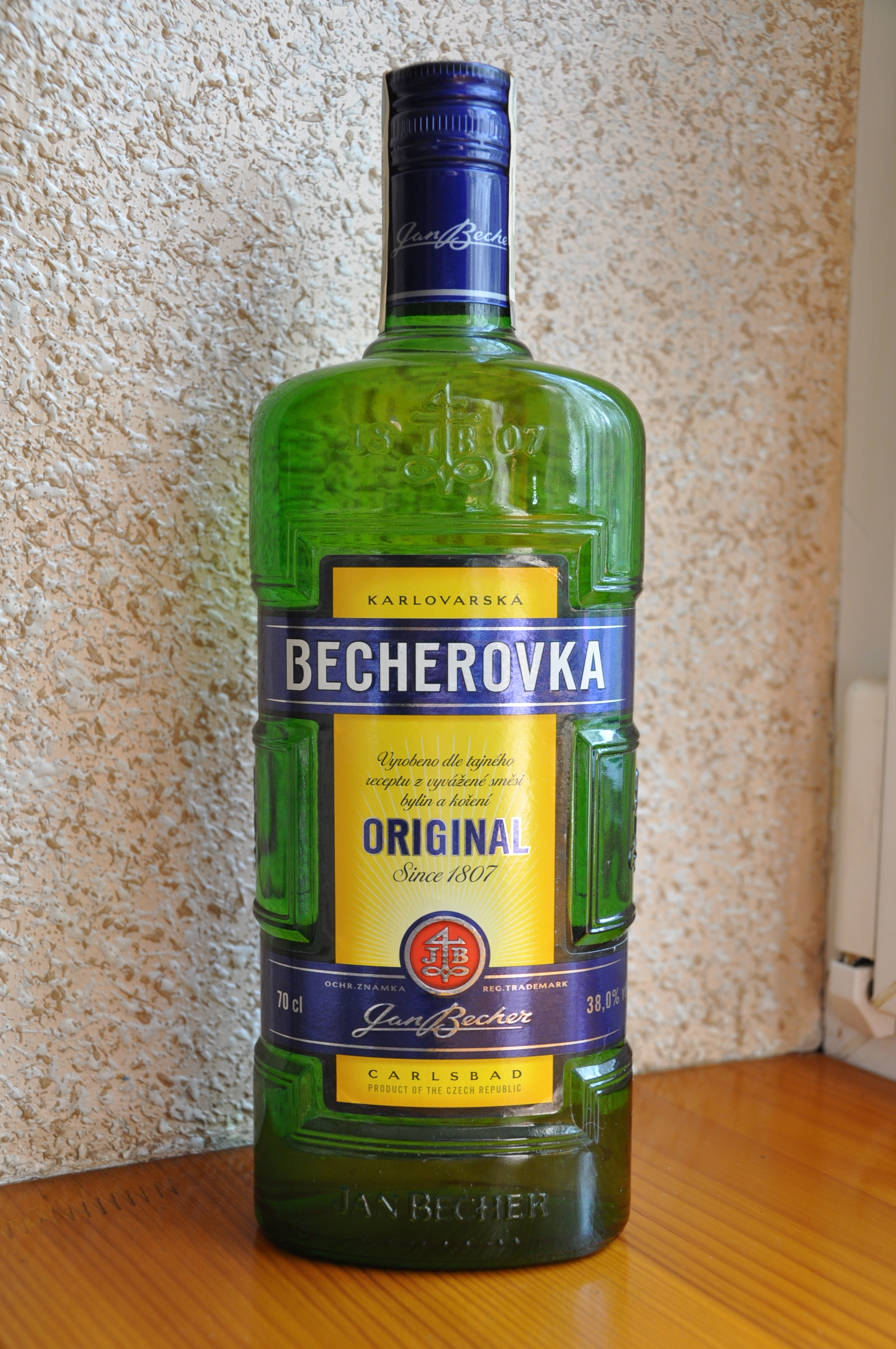
Becherovka

Joseph Becher war der Sohn des Bürgers, Kaufmanns und Ratsherrn (Gemeindeältesten) Johann Wenzel Becher und dessen Ehefrau Regina, geb. Zankl und wurde am 17. September 1769, dem Tag seiner Geburt, in der Pfarrkirche St. Maria Magdalena in Karlsbad katholisch getauft.
In erster Ehe heiratete er in Karlsbad am 23. September 1794 Josepha (* 1772), Tochter des Bürgers und Perouquers Franz Dietel aus Karlsbad. In zweiter Ehe heiratete er in Schlaggenwald am 5. Juni 1810 Barbara Haas, * 1784, Tochter des K.u.K. Bergmeisters Johann Nepomuk Haas in Schlaggenwald und der Maria Anna, geb. Seeling. Der Bergmeister und Porzellanfabrikant in Schlaggenwald Johann Wenzel Haas war ihr Bruder. Als Trauzeuge fungierte der Blei- und Mennigfabrikant sowie spätere Bürgermeister von Sankt Joachimsthal Johann Optat Mießl von Zeileisen.
Becher begann Anfang des 19. Jahrhunderts in dem aufstrebenden Kurort Karlsbad mit der Herstellung eines Bitterlikörs, einer grünlich gelben Alkohol-Gewürzmischung, die ein Verkaufserfolg wurde und in abgeflachten, grünen Flaschen in den Handel kam. Dieser „Becherbitter“ wurde gekonnt auf den Markt gebracht, erhielt zahlreiche Prämien und im Jahr 1900 bei der Weltausstellung in Paris einen ersten Preis. Es gab immer wieder Nachahmer dieses Likörs und Streitigkeiten wegen der genauen Rezeptur. 1901 wurde „Karlsbader Becherbitter“ in Eger in der Monarchie Österreich-Ungarn als geschützter Markenname bei der Handelskammer eingetragen und die Firma in das Handelsregister aufgenommen. 
Der Likör, erstmals nach einer geheimgehaltenen Rezeptur von Josef Vitus Becher hergestellt, wurde seit 1807 „Englischbitter“, später „Karlsbader Becherbitter“ genannt. Joseph Becher starb am 27. Juli 1840 in Karlsbad Nr. 37 an Lungenlähmung. 1841 übernahm Josef Bechers Sohn aus zweiter Ehe, Johann Becher, (* 5. April 1813; † 1. April 1896, tschechisch Jan Becher) die Produktion. Dieser ließ 1867 den Fabrikationsbetrieb vergrößern, organisierte den stark ansteigenden Export des „Karlsbader Becherbitter“ und erhielt kurz vor seinem Tod im Jahr 1896 die Ernennung zum kaiserlich-königlichen Hoflieferanten.

## Die Erben des Unternehmens

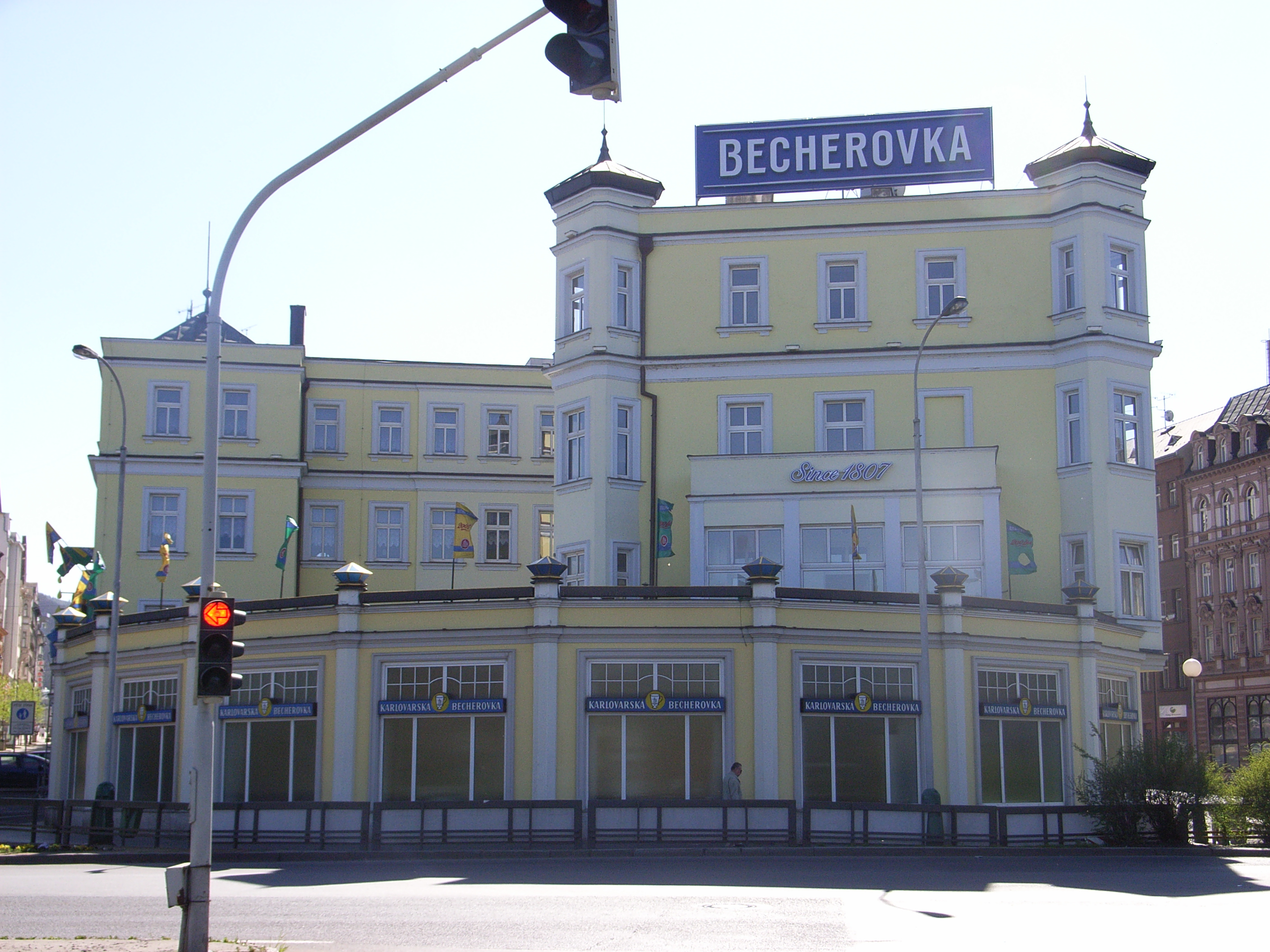
Becherovka Hauptsitz in Karlsbad

Die Enkelin Hedda Baier-Becher, Erbin des Unternehmens in Karlsbad, wurde nach Ende des Zweiten Weltkriegs im Mai 1945 durch die Beneš-Dekrete der Tschechoslowakei enteignet, ging mit ihrer Familie als Heimatvertriebene nach Köln in der späteren Bundesrepublik Deutschland und gründete im Besitz des Originalrezeptes des Becherbitter die Firma „Johann Becher OHG Likörfabrik“. In Karlsbad in der Tschechoslowakei kam die Produktion des Likörs nicht zum Erliegen, sondern wurde als staatlicher Betrieb fortgeführt und nach der Gründung Tschechiens als GmbH privatisiert. Der in Karlsbad produzierte Kräuterbitterlikör wird seit nach 1945 unter dem Namen Becherovka hergestellt. Ein Museum in Karlsbad zeigt Erinnerungsstücke an die Familie Becher.